# 復活賽
復活賽（英語：Repechage）是指在一賽事項目中被淘汰後的返場機制，容許被淘汰選手再度競逐晉級的機會。一般而言，參與復活賽的選手最多只能爭奪銅牌，奧運會的部份復活賽是以雙銅牌形式進行。但在一些以全復活制進行的項目如競輪賽，復活者亦有爭奪金牌的機會。

## 類型
復活賽有不同的機制，包括全復活、八強復活、雙淘汰復活、雙銅牌復活及安慰獎等。
全復活是將每輪被淘汰的表現最佳選手集合再競逐以爭取復活機會，例如一些單車項目。
八強復活是在單淘汰賽中在八強賽被淘汰賽的參賽者，一般不能再進入正賽，只能爭奪名次（如第五名賽），例如在世界冠軍球會盃中亦有採用這樣的制度。
雙淘汰復活是一參賽者要輸兩次才會正式出局，當輸了一次之後會進入「復活」軌道，會對戰其餘輸一次的參賽者。
雙銅牌復活能應用在上述的復活賽當中，落敗一方會與其他落敗者爭奪銅牌。以奧運會的八強復活賽為例，八強賽中落敗的四個單位，會被安排兩組一對一的比賽，兩組的勝方將會分別對戰在四強賽中落敗的單位，勝方獲得銅牌，因此會頒發兩面銅牌。換言之，在八強制的雙銅牌復活賽有兩圈，首圈的參賽者必須兩連勝才能獲得銅牌。

## 不同體育運動的使用
在棒球和壘球的一些業餘賽事中，比賽會以雙淘汰復活進行。NCAA的棒球賽為64強制，賽制為四隊雙淘汰形式及三盤兩勝制交替進行，首圈及第三圈用前者，次圈及第四圈用後者。
單車項目例如競輪賽，落敗而戰績較好的選手會以全復活制度聚集再戰，以爭奪重返正賽的機會。而划艇亦有類似制度，參與復活賽的選手的身份為「最快落敗者」。
格鬥項目中，例如柔道、拳擊、跆拳道等項目，一般會以八強戰雙銅牌形式進行。而劍擊亦曾經使用這種制度，但後來被美國劍擊總會廢除。
欖球賽中在初賽中落敗的隊伍，會爭奪較低組別的賽事，例如香港國際七人欖球賽中，在分組賽表現較差的隊伍便參與銀碟、銀碗、銀盾等次級賽，有別於初賽首名參與的最高榮譽銀盃。
在一些風帆賽中會設有最佳次名晉級，而在一些足球、冰球等大型賽事或盃賽亦設有類似制度，例如世界盃外圍賽中的次名球隊會再賽，勝方晉級。

## 其他使用例子
在一些歌唱比賽中亦設有復活賽，一般是由較早前被淘汰的選手再賽，以爭奪復活機會，我是歌手便有類似的制度。

## 其他類型賽制
不使用復活賽的制度一般有單淘汰制、循環賽及瑞士制等等。